# Alestesowate
Alestesowate (Alestidae) – rodzina słodkowodnych ryb kąsaczokształtnych (Characiformes), wcześniej klasyfikowana w randze podrodziny w obrębie kąsaczowatych (Characidae). Niektóre gatunki (np. świecik kongijski, świecik wielkołuski, świecik żółty i Lepidarchus adonis) są rybami akwariowymi.

## Występowanie
Afryka.

## Cechy charakterystyczne

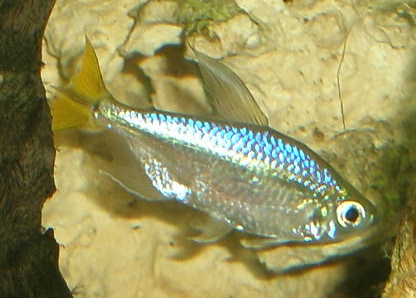
Świecik żółty (Alestopetersius caudalis)

Osiągają długość od około 2 cm (Lepidarchus adonis) do około 130 cm (Hydrocynus goliath).

## Klasyfikacja
Rodzaje zaliczane do tej rodziny:

- Alestes Müller & Troschel, 1844
- Alestion Roberts, 2019 – jedynym przedstawicielem jest Alestion rapax Roberts, 2019.
- Alestopetersius Hoedeman, 1951
- Arnoldichthys Myers, 1926 – jedynym przedstawicielem jest Arnoldichthys spilopterus (Boulenger, 1909) – świecik ostrozębny[10]
- Bathyaethiops Fowler, 1949
- Brachypetersius Hoedeman, 1956
- Brycinus Valenciennes, 1850
- Bryconaethiops Günther, 1873
- Bryconalestes Hoedeman, 1951
- Clupeocharax Pellegrin, 1926 – jedynym przedstawicielem jest Clupeocharax schoutedeni Pellegrin, 1926
- Hemigrammopetersius Pellegrin 1926 – jedynym przedstawicielem jest Hemigrammopetersius barnardi (Herre, 1936)
- Hydrocynus Cuvier, 1816
- Ladigesia Géry, 1968 – jedynym przedstawicielem jest Ladigesia roloffi Géry, 1968
- Lepidarchus Roberts, 1966 – jedynym przedstawicielem jest Lepidarchus adonis Roberts, 1966
- Micralestes Boulenger, 1899
- Nannopetersius Hoedeman, 1956
- Petersius Hilgendorf, 1894 – jedynym przedstawicielem jest Petersius conserialis Hilgendorf, 1894
- Phenacogrammus Eigenmann, 1907
- Rhabdalestes Hoedeman, 1951
- Tricuspidalestes Poll, 1967 – jedynym przedstawicielem jest Tricuspidalestes caeruleus (Matthes, 1964)
- Virilia Roberts, 1967 – jedynym przedstawicielem jest Virilia pabrensis (Roman, 1966)